# Bohumil Musil
Bohumil Musil (10. května 1922 Praha – 5. prosince 1999) byl český fotbalista a fotbalový trenér.

## Fotbalová kariéra
V lize hrál za ŠK Baťa Zlín. Gól v lize nedal. Dále hrál i za Novoměstský SK Praha, B-tým Sparty (1946–1947) a ŠK Banská Bystrica (1947–1951).

## Ligová bilance
| Ročník               | Zápasy | Góly | Klub         |
| -------------------- | ------ | ---- | ------------ |
| Národní liga 1940/41 | –      | 0    | ŠK Baťa Zlín |
| CELKEM 1. liga       | –      | 0    |              |

## Trenérská kariéra
Trénoval ŠK Banská Bystrica (1949–1951), v roce 1951 převzal jako trenér po Ženíškovi československou reprezentaci, kterou vedl ve čtyřech utkáních. Dále trénoval Duklu Praha (1953–1969), Duklu Banská Bystrica (1969–1971) a VCHZ Pardubice (1971–1972). V roce 1972 převzal ve druhé lize Bohemians Praha a dovedl mužstvo do první ligy. V mužstvu zářili Panenka, Jarkovský, Knebort, Ivančík nebo Jílek. Na každý domácí zápas chodilo 10 tisíc diváků. V ročníku 1974/75 dovedl Bohemians na třetí místo a v roce 1975 tak poprvé hrála evropské poháry. Byl velmi dobrý psycholog, věděl, jak na kterého hráče působit. Uměl mluvit, a u hráčů měl autoritu. Velmi dobře uměl číst hru soupeřů, z čehož plynula výborná příprava mužstva na zápasy. V létě 1977 jej v Bohemians vystřídal na lavičce Tomáš Pospíchal. Od roku 1979 do roku 1980 trénoval Slávii a v letech 1981–1983 DP Xaverov.